# Валлин, Паулина
Паулина Валлин (англ. Paulina Wallin; род. 16 февраля 1983 года, Гётеборг, Швеция) — шведская конькобежка, пятикратная чемпион Швеции, рекордсменка Швеции на дистанции 500 м и в спринтерском многоборье.

## Биография
Паулина Валлин стала на коньки, почти как стала ходить. Первоначально занималась фигурным катанием вместе сестрой Клаудией. Когда ей было около 12 лет, её отец повел Паулину и двух её сестёр на конькобежный стадион в Гётеборге, после чего она осталась в этом виде спорта. Профессионально тренировалась с 12-летнего возраста и уже с 1995 года соревновалась на юношеском уровне. В 1997 и 1998 годах она выиграла чемпионат Швеции в мини-многоборье. 
В 2000 году Валлин заняла 3-е место на юниорском чемпионате Швеции в многоборье, и начала выступать на взрослом уровне, заняв 4-е место в спринте. В 2001, 2002 и 2004 годах она занимала 2-е место на чемпионате Швеции в спринтерском многоборье. В 2002 году участвовала на юниорском чемпионате мира и заняла только 42-е место в многоборье, а в 2004 году начала выступления на кубке мира. С 2005 по 2008 года Паулина выиграла чемпионат Швеции в спринте и дебютировала на чемпионате мира в Херенвене, где заняла 29-е место.
После победы на чемпионате Швеции, в январе 2007 года на чемпионате мира в Хамаре поднялась на 23-е место, а в марте на чемпионате мира на отдельных дистанциях в Солт-Лейк-Сити заняла 17-е место на дистанции 500 м и 22-е на 1000 м. После этого она выиграла чемпионат Швеции на отдельных дистанциях 500 м и заняла 2-е место на 1000 м.
На спринтерском чемпионате мира в Москве Валлин заняла 26-е место и на чемпионате мира на отдельных дистанциях в Ванкувере бежала на дистанции 500 м и во второй попытке упала и была дисквалифицирована. Весной 2010 года Паулина участвовала в чемпионате Северной Америки, после которого завершила карьеру конькобежца.

## Личная жизнь
В мае 2009 года вышла замуж.